# 2010年阿克蘇爆炸襲擊事件
2010年阿克蘇爆炸襲擊事件是發生在中華人民共和國新疆維吾爾自治區阿克蘇市的一起爆炸襲擊事件，一名據官方報導為維吾爾人於當地時間8月19日10:30分，在聯防巡邏隊人群中使用三輪車引爆炸彈，導致至少7人死亡，14人受傷。受害者多數亦為維吾爾人。

## 背景
自1990年以來，新疆發生了多起暴亂事件，包括2009年烏魯木齊七·五騷亂事件在内的2014年莎车县暴恐袭击案。在2010年阿克蘇爆炸事件之前，新疆自治區政府主席努爾·白克力曾說，新疆面臨「漫長而激烈的，非常複雜的鬥爭」。

## 襲擊
爆炸的地點位於新疆阿克蘇市郊區依幹其鄉，距離烏魯木齊約650公里，並與吉爾吉斯斯坦邊境距離僅60公里。炸彈在喀拉塔路和乌喀路的三岔路口爆炸。
大多數爆炸的受害者是當地公安民警。而阿克蘇市的新聞發布會上，並沒有提及受害者的民族。但新疆维吾尔自治区人民政府新闻办公室主任侯漢敏明確指出：「該名疑犯是維吾爾人，大多數受害者也是維吾爾人。」會上並未確认這起事件是東突厥斯坦伊斯蘭運動發動的恐怖襲擊。

## 調查
中國警方表示這是一起故意襲擊，而嫌疑人在現場受傷後被捕。
2010年8月19日上午10时30分，阿克苏市依干其乡1名协警员带15名联防队员巡逻至喀拉塔路与乌喀路T字路口（阿克苏市乌喀路多浪河以西50米处）路段整队时，暴力犯罪分子驾驶三轮摩托车冲向巡逻队所处位置抛出爆炸装置引发爆炸，致5人当场死亡、2人送医院抢救无效死亡，14人受伤，造成现场数辆警用摩托车及民用两轮电动摩托车被炸毁。伤者随即被紧急送往医院抢救。